# To Love Somebody
«To Love Somebody» («Amar a alguien») es la segunda canción lanzada por los Bee Gees para el álbum debut internacional Bee Gees' 1st. Editada en 1967, fue escrita por los hermanos Barry Gibb y Robin Gibb, con la producción a cargo de Robert Stigwood.
Este sencillo fue reeditado trece años más tarde bajo el sello de RSO Records, como la contracara de «How Can You Mend a Broken Heart».

## Origen y letra
A petición de Robert Stigwood, mánager de la banda, Barry y Robin Gibb escribieron «To Love Somebody», una balada de soul al estilo de Sam & Dave, The Rascals, para Otis Redding. Los Bee Gees graban esta canción en los Estudios IBC de Londres, entre marzo y abril de 1967, y publicado a mediados de julio en los Estados Unidos. La muerte de Redding, ocurrida un mes más tarde, le impidió darle la oportunidad de grabar la canción. Se grabó junto con dos canciones más: «Gilbert Green» y «End of My Song».
Robin dijo: 

«Todo el mundo nos dijo que esperaban que este fuera un gran disco, otras personas se quedaron entusiasmadas con él, pero por alguna razón a la gente de Gran Bretaña parece que no les gusta.»

Barry dijo: 

«Creo que la razón por la que no nos fue bien aquí es por el soul, a los estadounidenses les encantó, pero simplemente no era el adecuado para este país.»

En una entrevista para Mojo en junio de 2001, Barry explicó:

«Fue por Robert. Lo digo descaradamente. El me pidió que escribiera una canción personalmente para él. Lo escribimos en Nueva York y fue dedicado a Otis, pero, principalmente, para Robert. El significó mucho para mí. Yo no creo que haya sido un afecto homosexual, sino una enorme admiración por las habilidades de este hombre y los regalos.»

«El estribillo You don't know what it's like, Baby, you don't know what it's like, To love somebody...the way I love you tiene el efecto de ser doloroso y a la vez triunfante, una autocompasión, una forma de desprecio a un amor no correspondido. You ain't got to be so blind, I'm a man, can't you see what I am?, I live and breathe for you, But what good does that do, If I ain't got you?»

## Lista de pistas
| Reedición de 1980 |                                   |          |  |
| N.º               | Título                            | Duración |  |
| 1.                | «To Love Somebody»                | 3:02     |  |
| 2.                | «How Can You Mend a Broken Heart» |          |  |

## Personal
- Barry Gibb - voz principal y coros.
- Robin Gibb - coros
- Maurice Gibb - bajo y coros
- Vince Melouney - guitarra eléctrica y coros
- Colin Petersen - batería
- Bill Shepherd - orquesta.

## Posicionamiento en listas
| Listas (1967)                   | Máxima posición |
| ------------------------------- | --------------- |
| Australia ARIA Singles Chart    | 6               |
| Belgium Singles Chart           | 8               |
| Canadian RPM 100 Singles Chart  | 9               |
| French SNEP Singles Chart       | 63              |
| Netherlands Dutch Top 40 Charts | 13              |
| UK Singles Chart                | 41              |
| US Billboard Hot 100            | 17              |

### Versión de Michael Bolton
La versión del cantante estadounidense Michael Bolton fue lanzada en 1992. Ingresó en el Billboard Hot 100 posicionándose en la ubicación número 11 y alcanzó la cima del Adult Contemporary en los Estados Unidos, mientras que en el Reino Unido logró la 16º ubicación.
| Listas de fin de año (1993) | Posición |
| --------------------------- | -------- |
| U.S. Billboard Hot 100      | 83       |

### Versión de Nina Simone
Nina Simone realizó una sesión de grabación "Live in Antibes" en el año 1969 donde incluyó esta canción es su repertorio 

### Versión de James Carr
El cantante estadounidense de soul James Carr también realizó un cover de esta canción

### Versión de Janis Joplin
Janis Joplin realizó un cover en 1969 para su álbum I Got Dem Ol' Kozmic Blues Again Mama!

### Versión de Bonnie Tyler
«To Love Somebody» fue grabada en el año 1988 por la cantante galesa Bonnie Tyler para su séptimo álbum de estudio Hide Your Heart.

### Versión deP.P. Arnold
La cantante californiana versionó esta misma canción en su álbum Kafunta(1968).

### Versión deLos Agent's Libres
El grupo baja californiano hizo su propia versión de esta misma canción en su álbum Master Beast de 2021.

## Bandas sonoras
"To Love Somebody" ha sido utilizado en varias bandas sonoras, incluyendo:
- I Love You Phillip Morris
- Y Tu Mamá También
- Melody
- The Wrong Man
- My Entire Life
- 50/50.                 Glass Onion (Netflix)